# Tamas Tschiladse
Tamas Tschiladse (georgisch თამაზ ჭილაძე; * 5. März 1931 in Sighnaghi; † 28. September 2018) war ein georgischer Schriftsteller.

## Leben
Er wurde 1931 als Sohn eines Ökonomen geboren und studierte bis zum Jahr 1954 an der Staatlichen Universität Tiflis. Daran schloss sich eine Aspirantur in neuer georgischer Literatur an. Tschiladse war dann in den Zeitschriften Ziskari und Sabtschota Chelowneba tätig. Er gehörte zum Preis-Komitee des Schota-Rustaweli-Staatspreises. Später wirkte er als Sekretär des georgischen Schriftstellerverbandes.

## Werke
- leksebi, (Gedichte), Lyrikband, 1956
- mzis saati, (Die Sonnenuhr), Lyrikband, 1961
- gaseirneba ponis etlit, (Spazierfahrt in der Ponykutsche), Erzählungsband, 1963
- suadre, (Mittag), Erzählungsband, 1963
- vin cxovrobs verskvlavebze, (Wer wohnt in den Sternen), Erzählungsband, 1965
- aha, miicura zamtari, (Sieh, der Winter ist vorbei), Roman, 1967
- maxsovroba, (Die Gedächtnis), Lyrikband, 1978
- cerilebi, (Artikel), Essays und literaturkritische Artikel, 1978
- bude mecxre sartulze, (Das Nest in der neunten Etage), Drama, 1980

Einige seiner Werke wurden ins Russische, Deutsche, Bulgarische, Tschechische, Slowakische und Polnische sowie im Gebiet der Sowjetunion gesprochenen Sprachen übersetzt.